# Bălcești
Bălcești este un oraș în județul Vâlcea, Oltenia, România, format din localitatea componentă Bălcești (reședința), și din satele Benești, Cârlogani, Chirculești, Gorunești, Irimești, Otetelișu, Preoțești și Satu Poieni.
Comună până în anul 2002, Bălcești este, în esență, un vechi târgușor bine dezvoltat social și economic de-a lungul timpului, favorizat și de așezarea sa la răscrucea drumurilor ancestrale ce leagă Craiova (39 km) de Râmnicu Vâlcea (81 km), Horezu ( 70 km) de Drăgășani (44 km).  Prin Legea nr. 353 din 6 iunie 2002, comuna Bălcești a fost declarată oraș. Se compune din localitățile: Benești, Gorunești, Chirculești, Ulicioiu, Irimești, Otetelișu, Preotești și Poieni, foste sate, astăzi cartiere cuprinse în administrarea noului oraș. Satele Gorunești, Irimești și Otetelișu  au fost comune până pe la începutul anului 1970, însă dezvoltarea fostei comune Bălcești a cauzat unificarea. între localități.

## Istoric
Se remarcă faptul că Benești era cunoscut de foarte mult timp ca locul unde în anul 1750, dascălul grec Hristodor înființează o școală sătească. Aceast locaș de învățătură, în anul 1838 se transforma în școală preparandă care pregătea primii învățători rurali pentru satele plasei Oltețu.
În pridvorul acestei școli din Benești poposea la 2 martie 1821 revoluționarul Tudor Vladimirescu în drumul său cu pandurii, ai căror comandant era, către București.
Benești este și locul care a dat umanității pe cărturarul Petrache Poenaru, cel care în anul 1827 obținea la Paris brevetul pentru condei portăreț fără sfârșit, stiloul de astăzi. Însă, Petrache Poenaru, omul de taină a lui Tudor Vladimirescu este cel care concepe steagul național, steag ce a fost purtat pentru prima dată de pandurii marelui revoluționar. Este de asemeni editorul primului ziar românesc „Foaie de propagandă” pentru armata de panduri a lui Tudor Vladimirescu. Este organizatorul învățământului național românesc, fondatorul colegiilor naționale din București și Craiova, membru al Academiei Române din anul 1870.
Numele satului Otetelișu, vine de la numele dat de familia boierilor Otetelișeni, sprijinitoare a acțiunilor revoluționarului Tudor Vladimirescu.

## Economie
Economia orașului se bazează în general pe producția agricolă, dipunând de o suprafață agricolă mare, de specialiști agrari, de asociații agricole. De asemeni se mai bazează și pe producția IMM-urilor.

## Social
Localitatea a dispus de un spital zonal (unul dintre primele spitale „rurale” din România) cu policlinică, acesta fiind însă transformat în azil de bătrâni. De asemenea, aici funcționează un liceu tehnologic, școli generale și grădinițe în fiecare localitate componentă. Are o casa de cultură și bibliotecă.

## Demografie
Componența etnică a orașului Bălcești
     Români (88,67%)
     Alte etnii (11,33%)
Componența confesională a orașului Bălcești
     Ortodocși (88,19%)
     Alte religii (0,45%)
     Necunoscută (11,36%)
Conform recensământului efectuat în 2021, populația orașului Bălcești se ridică la 4.235 de locuitori, în scădere față de recensământul anterior din 2011, când fuseseră înregistrați 4.864 de locuitori. Majoritatea locuitorilor sunt români (88,67%). Din punct de vedere confesional, majoritatea locuitorilor sunt ortodocși (88,19%), iar pentru 11,36% nu se cunoaște apartenența confesională.

## Politică și administrație
Orașul Bălcești este administrat de un primar și un consiliu local compus din 13 consilieri. Primarul, Constantin Aleca[*], de la Partidul Național Liberal, este în funcție din 2016. Începând cu alegerile locale din 2024, consiliul local are următoarea componență pe partide politice:
|  | Partid                          | Consilieri | Componența Consiliului | Componența Consiliului | Componența Consiliului | Componența Consiliului | Componența Consiliului | Componența Consiliului | Componența Consiliului | Componența Consiliului | Componența Consiliului |
|  | ------------------------------- | ---------- | ---------------------- | ---------------------- | ---------------------- | ---------------------- | ---------------------- | ---------------------- | ---------------------- | ---------------------- | ---------------------- |
|  | Partidul Național Liberal       | 9          |                        |                        |                        |                        |                        |                        |                        |                        |                        |
|  | Partidul Social Democrat        | 3          |                        |                        |                        |                        |                        |                        |                        |                        |                        |
|  | Alianța pentru Unirea Românilor | 1          |                        |                        |                        |                        |                        |                        |                        |                        |                        |

## Personalități născute aici
- Pavel Lotru (secolul al XVII-lea), haiduc;
- Petrache Poenaru (1799 - 1875), pedagog, inventator (a brevetat primul toc rezervor din lume), inginer și matematician român, membru titular al Academiei Române;
- Alexandru Oprea (1931 - 1983), scriitor, critic literar, membru al Uniunii Scriitorilor din România;
- Dumitru Dragomir (n. 1946), manager sportiv, om politic, fost președinte al Ligii Profesioniste de Fotbal;
- Gheorghe Catrina (n. 1953), general de aviație, fost șef al Statului Major al Forțelor Aeriene Române.